# Lijst van premiers van Saskatchewan
De leider van de grootste partij in de wetgevende vergadering van de Canadese provincie Saskatchewan levert gewoonlijk de Premier van Saskatchewan. Saskatchewan heeft tot nu toe 14 premiers gekend.
| Name              | ambtstermijn                                                       | Partij                               |
| ----------------- | ------------------------------------------------------------------ | ------------------------------------ |
| Walter Scott      | 5 september 1905 - 20 oktober 1916                                 | Liberaal                             |
| William Martin    | 20 oktober 1916 - 5 april 1922                                     | Liberaal                             |
| Charles Dunning   | 5 april 1922 - 26 februari 1926                                    | Liberaal                             |
| James Gardiner    | 26 februari 1926 - 9 september 1929 19 juli 1934 - 1 november 1935 | Liberaal                             |
| James Anderson    | 9 september 1929 - 19 juli 1934                                    | Progressief Conservatief             |
| William Patterson | 1 november 1935 - 10 juli 1944                                     | Liberaal                             |
| Tommy Douglas     | 10 juli 1944 - 7 november 1961                                     | Co-operative Commonwealth Federation |
| Woodrow Lloyd     | 7 november 1961 - 2 mei 1964                                       | Co-operative Commonwealth Federation |
| W. Ross Thatcher  | 2 mei 1964 - 30 juni 1971                                          | Liberaal                             |
| Allan Blakeney    | 30 juni 1971 - 8 mei 1982                                          | NDP                                  |
| Grant Devine      | 8 mei 1982 - 1 november 1991                                       | Progressief Conservatief             |
| Roy Romanow       | 1 november 1991 - 8 februari 2001                                  | NDP                                  |
| Lorne Calvert     | 8 februari 2001 - 21 november 2007                                 | NDP                                  |
| Brad Wall         | 21 november 2007 - 2018                                            | Saskatchewan Party                   |
| Scott Moe         | 2018 -                                                             | Saskatchewan Party                   |